# Stafford (Ohio)
Pour les articles homonymes, voir Stafford.
Stafford est un village américain situé dans le comté de Monroe, dans l'Ohio. Selon le recensement de 2010, sa population est de 81 habitants.